# Gunnar Kaasen
Gunnar E. Kaasen (Burfjord, 11 marzo 1882 – Everett, 27 novembre 1960) è stato un musher norvegese naturalizzato statunitense.

## Biografia
Gunnar E. Kaasen era figlio di Hans e Anna Kaasen, originari di Burfjorddalen, contea di Troms, in Norvegia. Andò negli Stati Uniti per estrarre l'oro nel 1903, sulla scia della scoperta di sabbie aurifere a Cape Nome nel 1898, che innescò una delle numerose corse all'oro nello stato dell'Alaska tra il 1891 ed il 1898. Kaasen divenne un musher esperto ed un residente di Nome. Mentre il boom si registrò principalmente nel 1905, il porto di Nome si trova sulla Norton Sound, che di solito è bloccato dal ghiaccio ed inaccessibile per le navi, nei periodi tra ottobre e giugno. La slitta da mushers (Dog sled) è rimasta il principale mezzo di trasporto e di comunicazione con il mondo esterno durante i mesi invernali.

### Ultima tappa della Corsa del siero
Nel 1925 un'epidemia di difterite minacciò la casa adottiva di Kaasen e la malattia poté facilmente diffondersi nei villaggi dell'Alaska settentrionale, di cui Nome era il fulcro. I bambini Iñupiaq, in particolare, non avevano alcuna immunità contro la "malattia dell'uomo bianco". Il porto si presentava congelato. Nessun percorso ferroviario o strade regolari si estendevano fino alla costa settentrionale dell'Alaska. Il Bush flying era ancora in fase sperimentale; gli unici due velivoli nello stato avevano abitacoli aperti e non erano mai stati pilotati in inverno.
Viste le scelte, il governatore Scott Cordelle Bone autorizzò il trasporto di 300.000 unità di siero da Anchorage a Nenana in treno, dove venne prelevato dal primo di venti mushers e più di cento cani che hanno trasportato il siero per le restanti 674 miglia (1.085 km) a Nome. Kaasen avrebbe dovuto trasportare il siero da 9 kg lungo la penultima tappa della staffetta, da Bluff a Safety. A Bluff, Charlie Olson passò il siero a Kaasen, che se mise in viaggio con una squadra di 13 cani, guidata dall'husky Balto. Kaasen viaggiò per tutta la notte, in mezzo a venti così forti che la sua slitta si ribaltò, quasi perdendo il cilindro contenente il siero. La visibilità era così scarsa che non riusciva sempre a vedere i cani imbrigliati più vicini alla slitta.
Kaasen raggiunse il porto di Safety prima del previsto, il 2 febbraio alle ore 14 circa. Ed Rohn, il successivo musher della staffetta, stava dormendo, quindi Kaasen proseguì per i restanti 40 km fino a Nome, raggiungendo Front Street alle 5:30 del mattino. Kaasen, che percorse un totale di 87 km, consegnò il siero al dottor Curtis Welch, l'unico medico di Nome, che distribuì il siero. Non vennero segnalati ulteriori decessi per la malattia. Un secondo lotto di siero, da Seattle, Washington, ed arrivò a Seward, Alaska, cinque giorni dopo, per essere anch'esso trasportato a Nome allo stesso modo. Prima del 1925, la malattia uccideva 20.000 persone all'anno negli Stati Uniti. La notizia diffusa a livello mondiale, contribuì a stimolare le inoculazioni di difterite diffuse, che ridussero notevolmente quel numero.

### Celebrità
Come tutti i mushers che parteciparono alla Corsa del siero, Kaasen ricevette una citazione dal Governatore del Territorio dell'Alaska. Tutti i mushers ricevettero anche una paga giornaliera da un fondo pubblico compreso tra 30 e 40 dollari. La H. K. Mulford Company, che produsse l'antitossina, assegnò medaglie a tutti i partecipanti della prima staffetta.
A differenza degli altri mushers, Kaasen divenne una celebrità. Oltre alla medaglia, la H.K. La Mulford Company gli assegnò 1.000 dollari gli venne persino offerto un ruolo in un film. Balto divenne ancora più famoso. Il 17 dicembre 1925, una statua canina in bronzo venne posta al Central Park di New York. Sebbene le fonti di notizie abbiano promosso l'idea che questa fosse una statua di Balto, il suo nome non compare sulla targa della dedica, ma invece si legge: "Dedicato allo spirito indomabile dei cani da slitta che trasmettevano antitossina seicento miglia su ghiaccio ruvido, attraverso insidiose acque, attraverso bufere di neve artiche da Nenana al sollievo di Nome colpito nell'inverno del 1925. Endurance · Fidelity · Intelligence".
Balto apparve al Madison Square Garden davanti ad una folla di 20.000 persone. Un'altra statua venne eretta nel centro di Anchorage, Alaska, raffigurante un cane da slitta a metà falcata; e sebbene la maggior parte consideri questa come un'altra somiglianza con Balto, la targa stessa, come la statua di New York non menziona mai il famoso cane ed invece è dedicata "A tutti i mushers ed ai loro cani eroici."
Kaasen visse ad Everett, Washington, dal 1952 al 1960. Aveva 78 anni quando morì di cancro nel 1960. Fu sepolto all'Everett's Cypress Lawn Memorial Park accanto a sua moglie Anna.